# Savia (groupe)
Pour les articles homonymes, voir Savia.
Savia est un groupe de rock et de metal espagnol. Il est formé en 2005 par Carlos Escobedo, leader de Sôber, avec l'aide d'Alberto Madrid, batteur du même groupe.

## Biographie

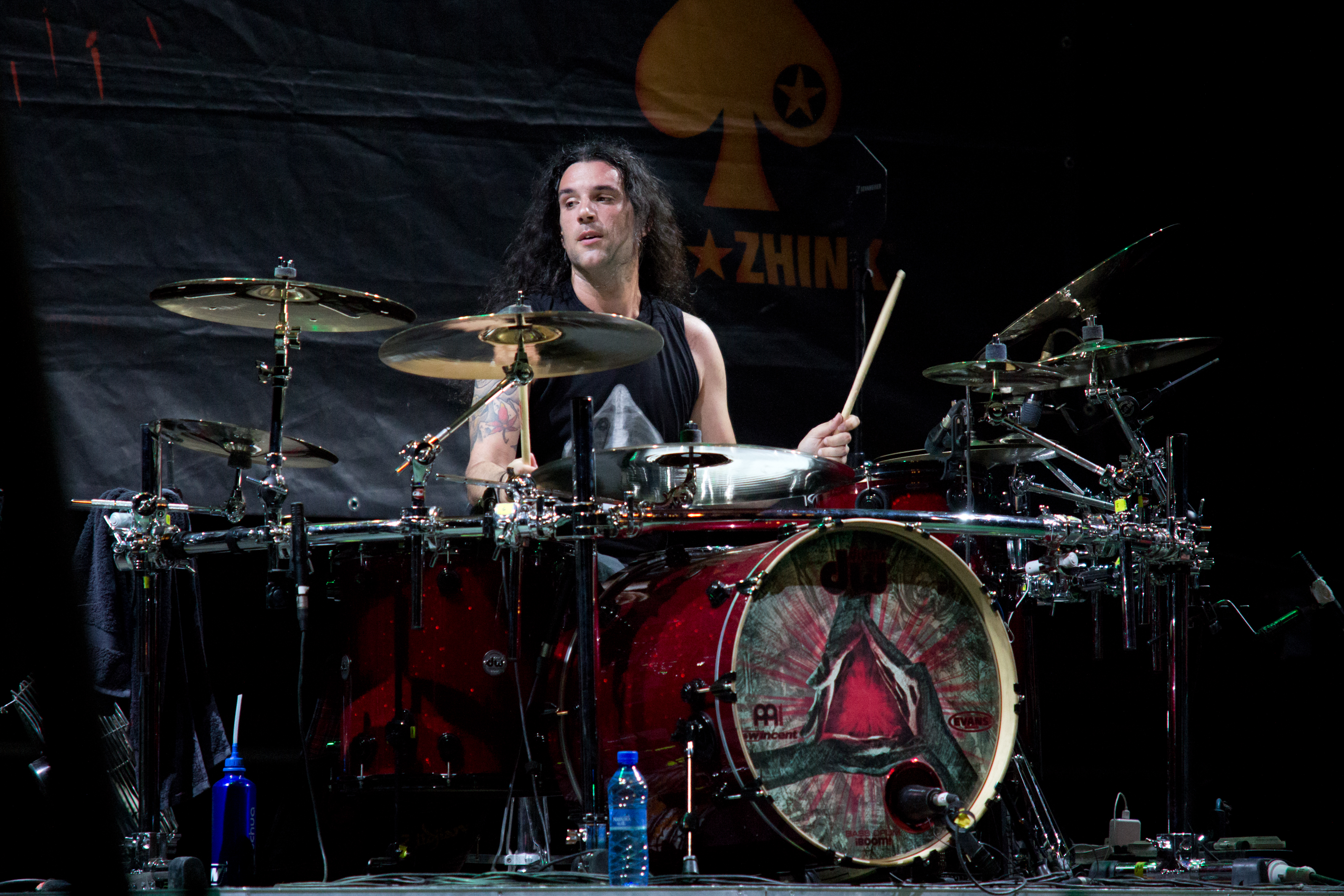
Manu Reyes en concert avec Sôber en 2013.

L'idée de former un groupe vient de Carlos Escobedo, lors de la tournée du dernier album de Sôber, Reddo, en 2004. En raison de la grande popularité de Sôber à cette période, Carlos Escobedo décide de former un nouveau projet musical. Il explique également avoir eu cette idée après la naissance de sa fille, événement qu'il considère comme une renaissance. Le groupe finit sa formation en 2005, lorsque Sôber se met en pause. Ils décident de s'appeler Savia, car, selon les dires de Carlos Escobedo dans une interview, elle définit une « source d’énergie ».
Carlos Escobedo et Alberto Madrid enregistrent un premier album intitulé Insensible, publié le 28 février 2005 chez Universal Music. Pour compléter le groupe et partir en tournée, ils trouvent le bassiste Jesús Pulido, de Turbolovers, et Fernando Lamoneda, guitariste de Skunk D.F. Les quatre enregistrent un deuxième album, intitulé Savia, qui fait participer Simón Echevarría, également connu sous le nom de Big Simon ; l'album est publié le 3 avril 2006.
En mai 2006, ils se rendent au Mexique, pour promouvoir leur album Savia, en compagnie du groupe Mägo de Oz. Au cours de leur visite au Mexique, ils jouent dans cinq des plus grandes villes, rassemblant plus de 37 000 spectateurs. Le 30 novembre 2006, Alberto Madrid décède dans un accident de la route. À la suite de cet horrible évènement, Savia récupère progressivement son envie de jouer, et, le 4 février 2007, annonce l'arrivée d'un nouveau membre du groupe, José Antonio Pereira, à la batterie en remplacement d'Alberto.
Le 25 septembre 2007, ils sortent la réédition de leur deuxième album, Savia, avec cinq morceaux bonus. Puis sort leur troisième album studio, Fragile, le 6 mai 2008, le plus agressif selon la presse. En juillet 2008, José Pereira quitte le groupe, et est remplacé par Manu Reyes (Otra Cara). Manu est le fils de Manuel Reyes, ex-batteur de Medina Azahara. Le 30 octobre 2009, Savia annonce sa séparation, et réalise deux derniers concerts les 26 et 27 novembre à la Sala Caracol de Madrid.

## Membres

### Derniers membres
- Carlos Escobedo - chant, guitare
- Jesús Pulido - basse
- Manuel Reyes - batterie
- Manu Carrasco - guitare

### Anciens membres
- Alberto Madrid - batterie (2005-2006, décédé)
- José Antonio Pereira - batterie (2007-2008)
- Fernando Lamoneda - guitare (2005-2009)

## Discographie

### Albums studio
- 2005 : Insensible (Universal Music)
- 2006 : Savia (Universal Music)
- 2007 : Savia (Edición Deluxe) (Universal Music)
- 2008 : Fragile (Universal Music)

### Singles
- 2005 : Insensible
- 2005 : En tu rincón
- 2006 : Derrotado
- 2007 : Inmortal
- 2008 : Fragile
- 2009 : Sólido